# Corokia macrocarpa
Corokia macrocarpa är en tvåhjärtbladig växtart som beskrevs av T. Kirk. Corokia macrocarpa ingår i släktet Corokia, och familjen Argophyllaceae. Inga underarter finns listade i Catalogue of Life.